# As Cariocas (filme)
As Cariocas é um filme brasileiro de 1966 dividido em três partes dirigidas respectivamente por Fernando de Barros, Walter Hugo Khouri e Roberto Santos. O roteiro adapta três contos do livro homônimo de Sérgio Porto (Stanislaw Ponte Preta), que fez a narração do prólogo com cenas alusivas ao Rio de Janeiro da época, mostrando o futebol (cenas de gols de Pelé e Garrincha pela Seleção Brasileira), carnaval e desfiles de concurso de beleza. O filme fecha com imagem aérea do Cristo Redentor ao som de "Cidade Maravilhosa". O gênero cinematográfico variou conforme a história: a primeira é contada como uma comédia romântica, a segunda um drama e a terceira um pseudo-documentário. Nessa última parte, há uma curiosa comparação mostrando cenas das ruas da Penha e de Copacabana, destacando os contrastes sociais da pobre zona norte com a rica zona sul do Rio de Janeiro.

## Sinopses
Primeira história (adaptação livre de "A grã-fina de Copacabana")
A infiel grã-fina Paula (Norma Bengell) fica enciumada quando seu amante Téo (Walter Forster), cirurgião plástico, compra um carro conversível exclusivo (um Simca Ventania ou Spyder) para a esposa. Imediatamente ela arma um plano para ganhar um carro igual, propondo ao playboy Cid (John Herbert) que venda seu automóvel da mesma marca ao marido, Edu (Newton Prado). Cid aceita pela chance de ter uma aventura com Paula mas Edu, sem ela saber, tem seus próprios planos para o carro.
Segunda história (adaptação livre de "A noiva do Catete")
É contada a rotina de Júlia (Jacqueline Myrna), jovem mulher que não estuda nem trabalha e mora num apartamento que financiou com a ajuda do noivo José Luiz (Francisco Di Franco). Ela, contudo, mantém o homem afastado de lá alegando que uma parente veio morar com ela. Enquanto José vai morar numa pensão e adoece, Júlia recebe amantes que lhe dão dinheiro para pagar suas contas.
Terceira história (adaptação livre de "A desinibida de Grajaú")
Marlene Cardoso (Íris Bruzzi) (caracterização que lembra Leila Diniz), modelo e atriz com pequenos papeis em cinema e televisão, ganha notoriedade ao ser eleita "Rainha da Praia" e receber um automóvel Simca como prêmio. Ela e sua amiga Tânia (Esmeralda Barros), a "garota samba de 1965", contudo, são vítimas de um tumulto quando lavavam o carro na Penha e Marlene é hostilizada por populares por usar roupas curtas em público e acaba presa pela polícia e seu carro é danificado. Os jornais abrem grandes manchetes dizendo que Marlene luta pelo "direito de usar pouca roupa" e acaba sendo assunto até do "Febeapa - Festival de Besteiras que Assolam o País", coluna do jornalista Stanislaw Ponte Preta. Marlene então é entrevistada no programa "Rio Verdade" da TV Globo - Canal 4, onde toda sua vida é mostrada em fotos e trechos de seus diferentes trabalhos como modelo (inclui um ensaio fotográfico no Museu Imperial de Petrópolis) e atriz da televisão e do cinema. Ao final, seu desabafo público contra as pessoas que a hostilizaram e quebraram seu automóvel.

## Elenco
Primeira História
- Norma Bengell...Paula Ribeiro de Castro
- John Herbert...Cid
- Lilian Lemmertz
- Walter Forster...Dr. Téofilo "Téo" de Carvalho
- Célia Biar...Didi Carvalho
- Newton Prado...Edu Ribeiro de Castro
- Giedre Valeika
- Guy Ditrigier
- Célia Watanabe
- Miguel di Pietro
- Beth Barcellos
- Francisco Sena
- E. Hermany
- Joel Ferreira

Segunda história
- Jacqueline Myrna - Julia
- Sérgio Hingst...Segundo amante
- Vera Valdez
- Mário Benvenutti...primeiro amante
- Francisco Di Franco (nos letreiros Francisco de Souza)...José Luiz
- Ramires Orlando
- José Amaral
- José P. Moreira

Terceira História
- Íris Bruzzi...Marlene Cardoso
- Ivan De Souza
- Esmeralda Barros...Tânia
- Celso Guedes de Carvalho
- Ruth de Souza
- Zezé Macedo...participação especial como "Mulher Ciumenta" em "Paquera na Praia"
- José Lewgoy...participação especial como "Bicheiro" em "Os contraventores"
- Carlos Heitor Cony
- Amilton Fernandes...aparição especial como "Capitão Maurício" em O Sheik de Agadir
- Ankito...participação especial como "O Paquera" em "Paquera na Praia"
- Sônia Clara